# Formica fragilis
Formica fragilis é uma espécie de formiga do gênero Formica, pertencente à subfamília Formicinae.